# Scottish Amateur Football Association
Die Scottish Amateur Football Association (SAFA) ist der Dachverband des Amateurfußballs in Schottland. Als Mitglied des Schottischen Fußballverbands ist der SAFA wiederum mit 50 Regionalverbände angeschlossen, die rund 67 verschiedene Ligawettbewerbe organisieren. Schätzungsweise gibt es in Schottland über 35.000 Amateurfußballer, und alle ihre Wettbewerbe werden von der Scottish Amateur Football Association koordiniert. Die SAFA wurde im Jahr 1909 mit dem Ziel gegründet, den Amateurfußball in Schottland zu regulieren und zu fördern.

## Geschichte
Der Schottische Amateurfußballverband (SAFA) wurde 1909 gegründet. Nach einer ersten Sitzung im Februar, an der 80 Vereine aus ganz Schottland teilnahmen, trafen sich der FC Queen’s Park, die „Glasgow & District FP Football League“ und die „Glasgow & District Secondary Schools League“ und einigten sich auf die Gründung des Verbandes. James Allison, Präsident von  Queen’s Park, übernahm den Vorsitz. Die ersten Amtsträger wurden im Januar 1910 ernannt. Am 28. Mai 1909 beriet der Schottische Fußballverband (SFA) über einen Antrag des SAFA auf eine Mitgliedschaft innerhalb des Verbandes. Dieser wurde an den Sonderausschuss verwiesen, der im November desselben Jahres berichtete, dass eine Entscheidung verschoben werde, bis eine vollständige Liste der SAFA-Mitgliedsvereine zur Genehmigung vorgelegt werde. Zu diesem Zeitpunkt hatten fünf SAFA-Vereine die direkte Mitgliedschaft im SFA beantragt. Eine gemeinsame Mitgliedschaft war durchaus üblich, da sie den Vereinen die Teilnahme an vom SFA organisierten Wettbewerben ermöglichte. Auf einer Sitzung am 14. Dezember 1909 genehmigte der SFA die Mitgliedschaft im SAFA.
Die Jahreshauptversammlung der SAFA im Mai 1914 meldete drei Verbände und 32 Vereine als Mitglieder, und der Schatzmeister teilte mit, dass der Verband ein Guthaben von 21 Pfund hatte. Der Amateurfußball kam während des Ersten Weltkrieges buchstäblich zum Erliegen. Im Oktober 1917 teilte die SAFA der SFA mit, da sie nur einen Verein als Mitglied habe. Bei der Jahreshauptversammlung im Mai 1919 gab es drei Verbände und 43 Vereine als Mitglieder. Bis Oktober 1919 waren 23 neue Vereine dem Verband beigetreten, fünf andere waren jedoch ausgetreten.
Im Dezember 1926 gab die SFA bekannt, dass sie ihre Satzung ändern würde. Dies bedeutete, dass ab der Saison 1927/28 die Scottish Junior Football Association (SJFA) und die SAFA als nationale Verbände der SFA angeschlossen sein sollten. Jeder Verband hätte bei den SFA-Ratssitzungen eine Stimme und die SFA müsste einen Berufungsausschuss einrichten, der sich mit den Berufungen der einzelnen Verbände befasst.
Aufgrund des Ausbruchs des Zweiten Weltkriegs im September 1939 erklärte die SFA den gesamten Fußballbetrieb in Schottland für ausgesetzt, kleinere Verbände durften jedoch weiterspielen. Während der Kriegsjahre wurde ein Notfallkomitee eingerichtet, das die Angelegenheiten der SAFA regelte. Bis 1943 traten 12 Verbände/Ligen der SAFA wieder bei, darunter die „Lothian AFA“, die „Scottish Amateur Football League“ und die „West of Scotland AFA“. Die Jahreshauptversammlung von 1945 zog nur 14 Verbände/Ligen an und war nicht beschlussfähig. Im Juli desselben Jahres wurde jedoch vereinbart, den schottischen und den Bezirkspokal zusammen mit den nationalen Wettbewerben für U18- und U16-Jährige wieder aufzunehmen.
Unmittelbar nach dem Krieg wurden die meisten Ligen wieder ausgetragen, machten aufgrund von Personalverlusten, fehlender Ausrüstung und Ausstattung, Reiseproblemen und den Auswirkungen von Essensrationierungen nur schleppende Fortschritte. An der SAFA-Hauptversammlung von 1946 nahmen 37 Delegierte teil. Bei der Jahreshauptversammlung von 1950 stieg die Mitgliederzahl auf 58 Verbände/Ligen mit 822 Vereinen und 242 Jugendmannschaften. Bei der Jahreshauptversammlung von 1970 gab es 61 Verbände/Ligen und 1.100 Vereine als Mitglieder, während es 413 Anmeldungen für den Scottish Amateur Cup gab.
In den 1980er Jahren wuchs die SAFA rasant und zählte am Ende des Jahrzehnts 150 Verbände/Ligen mit 2.950 Vereinen und 3.700 Mannschaften. Zwischen 1975 und 1983 verdoppelte sich die Größe des Verbandes. Dieses Wachstum war vor allem auf die Popularität des Sonntagsfußballs und die rasante Entwicklung des Jugendfußballs zurückzuführen.
Im 100. Jahr des Verbandes wurde der Scottish Amateur Cup mit 598 Teilnehmern ausgespielt. Trotz sinkender Teilnehmerzahlen war der Cup immer noch der größte Fußballwettbewerb des Landes. Finanziell ging es weiter gut, als ein Sponsorenvertrag mit Scottish Brewers für den Scottish Amateur Cup und die Scottish Amateur Sunday Trophy für einen Zeitraum von zwei Jahren mit Option auf ein weiteres Jahr unterzeichnet wurde.